# جلان دبليو. مارتن
جلان دبليو. مارتن (بالإنجليزية: Glen W. Martin)‏ هو قائد عسكري أمريكي، ولد في 23 مايو 1916 في شيكاغو في الولايات المتحدة، وتوفي في 23 يوليو 1994 في سان أنطونيو في الولايات المتحدة.